# Future (termijncontract)
Een future (of termijncontract) is een soort financieel derivaat, namelijk een financieel contract tussen twee partijen die zich verbinden om op een bepaalde afloopdatum/leverdatum het onderliggende te verhandelen tegen een vooraf bepaalde, en op de afloopdatum betaalde, prijs (de afwikkelingsprijs, termijnkoers, termijnprijs, forward price). Het onderliggende is een bepaalde hoeveelheid van een bepaald product of financieel instrument.
De partij die zich verbindt het onderliggende te kopen neemt een longpositie in ten aanzien van het onderliggende, en de tegenpartij een shortpositie. Gezien vanuit de eerste partij wordt de contractsoort "future kopen" genoemd, en vanuit de andere partij "future verkopen". Ze hebben steeds een tegengestelde waarde. Ze bewerkstelligen wat respectievelijk wordt genoemd een long of short blootstelling (exposure) aan het onderliggende.
Anders dan bij een forward contract, dat rechtstreeks overeengekomen wordt met een tegenpartij die men zelf moet vinden (over the counter), fungeert bij een future de termijnmarkt zelf als tegenpartij. De contracten op een termijnmarkt zijn gestandaardiseerd, waardoor alleen uit bepaalde afloopdata gekozen kan worden en ook de hoeveelheid van het onderliggende (de contractgrootte) vast ligt. Men kan wel een veelvoud daarvan kiezen, door even zoveel contracten te sluiten. Verder is er soms een minivariant, waarbij de contractgrootte bijvoorbeeld tien maal zo klein is. Een shortpositie correspondeert met een negatief aantal contracten.
Wanneer men een future heeft gekocht of verkocht heeft men een recht verworven, maar is men ook een verplichting aangegaan. De aangegane positie kan geld waard zijn of worden (en dan dus vooral een recht zijn), maar ook een negatieve waarde hebben of krijgen (en dan dus vooral een verplichting/schuld zijn).
Hieronder wordt bij een negatief bedrag met uitbetalen steeds bedoeld dat het tegengestelde bedrag in rekening wordt gebracht. Verder worden bijkomende kosten buiten beschouwing gelaten.

## Onderliggende waarde
In de financiële wereld is een future een derivaat (een afgeleid product). Dit betekent dat het zijn waarde ontleent aan de prijs van een ander product. Datgene waar de future betrekking op heeft staat bekend als de onderliggende waarde of het onderliggende. Bij futures waarin gehandeld wordt zijn de contractspecificaties gestandaardiseerd, behalve de afwikkelingsprijs, deze varieert in de tijd. Zo is er een vaste afloopdatum en wordt in het geval van de aardappelfutures bijvoorbeeld vastgelegd dat het gaat om 25.000 kilo, het ras bintje, een minimumdoorsnede van 50 millimeter, frietgeschikt en geteeld op kleibodem. Eén future-contract kan bijvoorbeeld ook betrekking hebben op 5000 bushels graan van een bepaalde kwaliteit of op 1000 barrels olie.
Overzicht verschillende onderliggende waarden van futures:
- Financiële instrumenten (indices, aandelen, rente, valuta)

- Commodities:
  - Agrarische producten (graan, aardappelen, soja, koffiebonen, slachtvarkens)
  - Edelmetalen (goud, zilver, palladium)
  - Grondstoffen (olie, koper, lood)

## Afwikkelingsprijs
Voor een gegeven onderliggende en afloopdatum is er op ieder moment in principe een door vraag en aanbod bepaalde afwikkelingsprijs voor contracten die op dat moment ingaan. Bij het naderen van het moment van aflopen convergeren deze afwikkelingsprijs en de waarde van het onderliggende naar elkaar. Als een vergelijking wordt gemaakt tussen enerzijds het aangaan van een futurecontract en het op de einddatum betalen van de afwikkelingsprijs en het onderliggende geleverd krijgen, en anderzijds het op het aanvangsmoment kopen van het onderliggende (twee vormen van het aanhouden van een longpositie), dan is bij een gegeven vaste rentestand een redelijke afwikkelingsprijs de prijs van het onderliggende op de aanvangsdatum, opgerent naar de einddatum, verminderd met de verwachte opbrengst van het onderliggende (bijvoorbeeld dividend, het in geld uitgedrukte nut van het aanhouden van een reserve, en/of een negatief bedrag bij opslagkosten), dit ook weer opgerent naar de einddatum. De werkelijke marktprijs kan hier echter door diverse oorzaken van afwijken.
Bij het sluiten van een longpositie door verkoop voor de afloopdatum is de opbrengst de toename van de afwikkelingsprijs gedurende de tijd van aanhouden van de positie, en dat contant gemaakt ten opzichte van het moment van aflopen.
Een rollover houdt in dat de positie voor de afloopdatum wordt ingeruild voor een overeenkomstige met een latere afloopdatum (vaak een maand later).

## Einde looptijd
De betaling vindt pas plaats aan het einde van de looptijd van het contract. Er zijn twee soorten futurecontracten met betrekking tot de afloop:
- Fysieke levering

Dit betekent dat het onderliggende daadwerkelijk geleverd wordt. Men kan zo verplicht zijn een hoeveelheid olie, aardappelen of obligaties af te nemen of te leveren. In de praktijk worden de meeste openstaande contracten vóór de afloopdatum gesloten. Investeerders met een longpositie verkopen hun futures, en beleggers die futures verkocht hebben kopen deze terug. Men wil in de meeste gevallen namelijk niet echt in het bezit komen van de obligaties, olie of aardappelen. Men is alleen geïnteresseerd in de prijsveranderingen van het onderliggende.
- Cash settlement

Cash settlement houdt in dat men het prijsverschil afrekent in geld. De opbrengst is de toename van de afwikkelingsprijs gedurende de tijd van aanhouden van de positie. Als men een future op bijvoorbeeld de AEX index heeft gekocht en deze is gestegen, dan ontvangt men het verschil in geld en niet de onderliggende waarde. Ook futures op bijvoorbeeld het weer (waarmee bijvoorbeeld ijsfabrikanten en energieleveranciers zich in kunnen dekken) worden zo afgerekend - per afwijking van de gemiddelde temperatuur ontvangt of betaalt men een bedrag.

## Daily cash settlement
Bij daily cash settlement (dagelijkse kasafwikkeling) wordt de opbrengst dagelijks uitbetaald. Dit kan worden beschouwd als het dagelijks inruilen van de future voor een nieuwe met dezelfde einddatum, maar met de actuele afwikkelingsprijs (daily settlement price, DSP) voor futures waarvan de looptijd op de nieuwe dag aanvangt. Deze opbrengst is de toename van de afwikkelingsprijs ten opzichte van die van futures waarvan de looptijd een dag eerder aanving, en dat contant gemaakt ten opzichte van het moment van aflopen. Als de afwikkelingsprijs bijvoorbeeld is gestegen dan is de nieuwe future onaantrekkelijker dan de vorige, en dient de uitbetaling als compensatie voor het inruilen. 
Bij daily cash settlement is de uiteindelijke cash settlement gewoon de laatste dagelijkse. Bij in de loop van de dag kopen of verkopen wordt de eerste keer de opbrengst van het resterende deel van de dag afgerekend.

## Administratie en clearing
Voor het handelen met futures is 'clearing' door een verrekenkamer (clearinginstituut) vereist. Deze zijn de tussenpartij en staan in voor het kredietrisico. De koper en de verkoper van de future storten een waarborg (normaal 0,2% van de nominale waarde van het contract) aan deze verrekenkamer. Deze waarborg moet verzekeren dat de koper/verkoper in staat is om aan het einde van het contract het koersverschil aan de tegenpartij te betalen.

## Prijsberekening
Voor futures op aandelen of mandjes van aandelen (een aandelenindex) kan de afwikkelingsprijs vrij eenvoudig berekend worden. In theorie is bij een gegeven vaste rentestand een redelijke afwikkelingsprijs de prijs van de aandelen op de aanvangsdatum, opgerent naar de einddatum, verminderd met het verwachte dividend, ook weer opgerent naar de einddatum.
Er zijn dus twee componenten waardoor de afwikkelingsprijs afwijkt van de prijs van de aandelen bij het aangaan van de overeenkomst, corresponderend met twee verschillen ten opzichte van het kopen van de aandelen:
- Omdat men pas na de looptijd betaalt is er bij een positieve rente een rentevoordeel. Dit maakt ter compensatie de afwikkelingsprijs hoger.
- Een future keert geen dividend uit, en de aandelen in sommige gevallen wel. Een verwacht dividend op de aandelen maakt ter compensatie de afwikkelingsprijs lager.

## Handel in futures
De futures worden verhandeld op de beurs. In Europa worden de futures allemaal verhandeld via een schermenbeurs. In de Verenigde Staten wordt er in Chicago nog op de vloer gehandeld in sommige futures. De meeste futures worden tegenwoordig elektronisch verhandeld. Bij transacties zijn er kopers en verkopers betrokken, maar het is afhankelijk van de koersontwikkeling wie van de twee partijen moet betalen. De notering is niet de waarde van de future, maar de actuele afwikkelingsprijs die hoort bij de geldende toekomstige afwikkelingsdatum. Tussen de eventuele dagelijkse afwikkelingen in bewegen de waarde en de actuele afwikkelingsprijs wel met elkaar mee. De waarde van een shortpositie is het tegengestelde en beweegt dus in tegengestelde richting mee.
Het meest verhandeld zijn de financiële futures. In Europa vindt er vooral veel handel plaats in de future op de Dow Jones Euro Stoxx 50 en rentefutures op de Duitse staatsobligaties (Buxl (30 jaar), Bund (10 jaar), Bobl (5 jaar), Schatz (2 jaar). In de Verenigde Staten concentreert de meeste handel zich op de futures op de S&P 500 en eveneens de futures op de staatsobligaties (de T-Bills). Opvallend is dat bij de SP500 als onderliggende waarde de handel vooral plaatsvindt in de e-mini future, en minder in de big-future. In de e-minifuture is de omzet veel hoger.
Men wil soms voor een langere periode een positie in futures aanhouden, terwijl de futures een beperkte looptijd hebben. Daarom zijn veel beleggers genoodzaakt om vlak voor het aflopen (expireren) van de futures hun positie door te rollen naar futures met dezelfde onderliggende waarde maar een latere expiratiedatum. Deze transactie noemt men de future roll. Vaak worden futures echter niet alleen als beleggingsinstrument voor de lange termijn gebruikt, maar vooral om posities te beschermen. Dit wordt ook wel afdekken of hedging genoemd. Veel omzet vindt plaats door speculatie op de korte termijn, bijvoorbeeld door daytrading. Deze conclusie kan worden getrokken door bijvoorbeeld de dagelijkse omzetten te vergelijken met het aantal openstaande contracten. Er gaan ongeveer een miljoen AEX futures per maand om.

## Euronext
Op Euronext worden de volgende soorten futures verhandeld:
- grondstoffenfuture
- aandelenfuture
- dividendfuture
- valutafuture

### Voorbeeld: grondstoffenfutures
Het kopen van een future is het aangaan van een overeenkomst om op de expiratiedatum de onderliggende waarde te kopen tegen de vooraf bepaalde prijs. Men neemt dan een longpositie in. Men betaalt op dat moment geen aankoopprijs, maar alleen een borgsom, de margin. Dagelijks ontvangt men de stijging van de Daily Settlement Price (DSP), ongeveer de prijsstijging van de onderliggende waarde, of betaalt men de daling van de DSP, ongeveer de prijsdaling van de onderliggende waarde. Het sluiten van de positie kan al vóór de expiratiedatum. Men krijgt dan de margin terug, onder aftrek van kosten. Als de positie op de expiratiedatum nog bestaat moet de onderliggende waarde daadwerkelijk gekocht worden. De dan geldende aankoopprijs (Exchange Delivery Settlement Price, EDSP) moet, onder verrekening van de margin na aftrek van kosten, voldaan worden.
Het verkopen van een future is het aangaan van een overeenkomst om op de expiratiedatum de onderliggende waarde te verkopen tegen de vooraf bepaalde prijs. De uitdrukking "verkopen van een future" wil niet zeggen het verkopen van iets dat men op dat moment bezit. Men neemt dan een shortpositie in. Men betaalt geen aankoopprijs voor de future, maar alleen een borgsom, de margin. Dagelijks ontvangt men de daling van de DSP, ongeveer de prijsdaling van de onderliggende waarde, of betaalt men de stijging van de DSP, ongeveer de prijsstijging van de onderliggende waarde. Het sluiten van de positie kan al vóór de expiratiedatum. Men krijgt dan de margin terug, onder aftrek van kosten. Als de positie op de expiratiedatum nog bestaat moet de onderliggende waarde daadwerkelijk geleverd worden. Men ontvangt daarvoor de dan geldende verkoopprijs (EDSP), en men ontvangt de margin terug na aftrek van kosten.
De margin is in beide gevallen gelijk.
Door het dagelijks ontvangen of betalen op basis van de prijsschommelingen van de onderliggende waarde blijft de waarde van de positie in principe nul, en dient de margin alleen als borg voor toekomstige prijsschommelingen.